# Parc international de la paix Waterton-Glacier
Le parc international de la paix Waterton-Glacier est un site naturel faisant partie du Patrimoine mondial de l'UNESCO (1995, site frontalier partagé entre le Canada et les États-Unis). 

## Parcs
Il est composé de 2 parcs nationaux.
- Parc national des Lacs-Waterton en Alberta (Canada) ;
- Parc national de Glacier au Montana (États-Unis).

La frontière entre les États-Unis et le Canada passe au milieu du lac Waterton supérieur mais les 4 600 km² du parc de Glacier et du parc des Lacs-Waterton ont, depuis 1930, été désignés et aménagés conjointement pour être une zone de protection transfrontalière - le premier parc international de la Paix.